# National Radio Quiet Zone

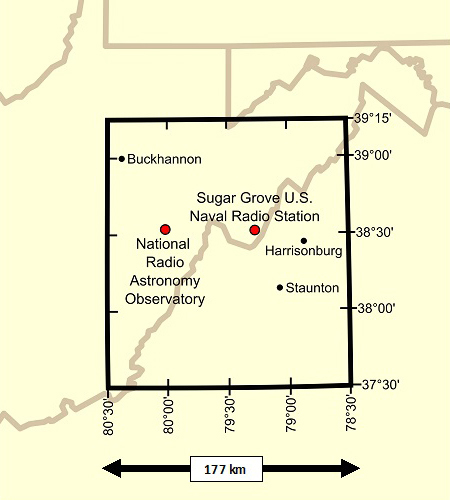
De National Radio Quiet Zone ligt in de staten West Virginia, Virginia, en een klein deel van Maryland.

De National Radio Quiet Zone (NRQZ; Engels: Nationaal Radiostiltegebied) is een gebied in de Verenigde Staten waar radiocommunicatie wettelijk strikt gereguleerd wordt, in verband met wetenschappelijk onderzoek en activiteiten van de militaire inlichtingendienst.
Het stiltegebied heeft een oppervlakte van ongeveer 34.000 km². Het ligt op de grens van de staten West Virginia en Virginia, en omvat tevens een klein deel van Maryland. Het omvat al het land tussen breedtegraad 37° 30′ 0,4″ N en 39° 15′ 0,4″ N, en lengtegraad 78° 29′ 59,0″ W en 80° 29′ 59,2″ W. De zone werd in 1958 opgericht door de Federal Communications Commission. Het gebied is opgericht ter bescherming van de National Radio Astronomy Observatory (NRAO; Nationaal Radio Astronomie Observatorium) in Green Bank, West Virginia, en het Sugar Grove Station van de NSA en US Navy, in Sugar Grove, West Virginia, en deze centra bevinden zich in het centrum van de National Radio Quiet Zone.

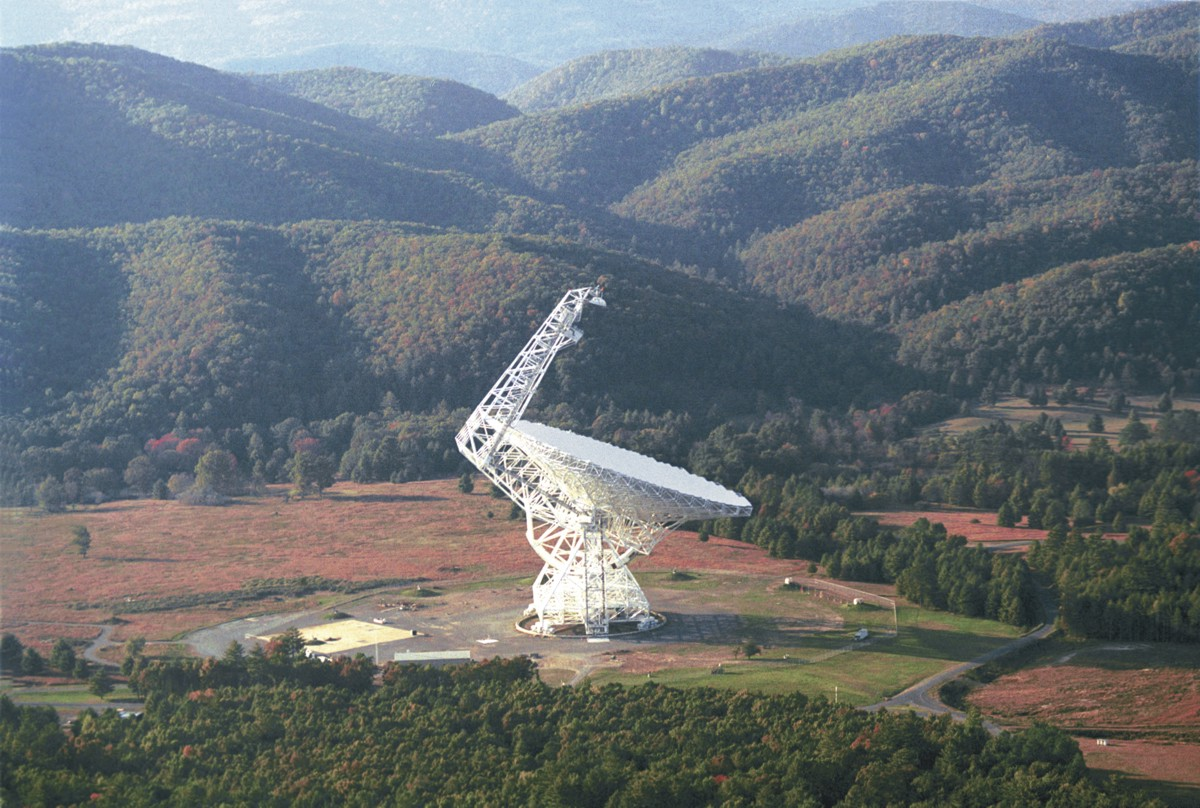
Telescoop  in Green Bank
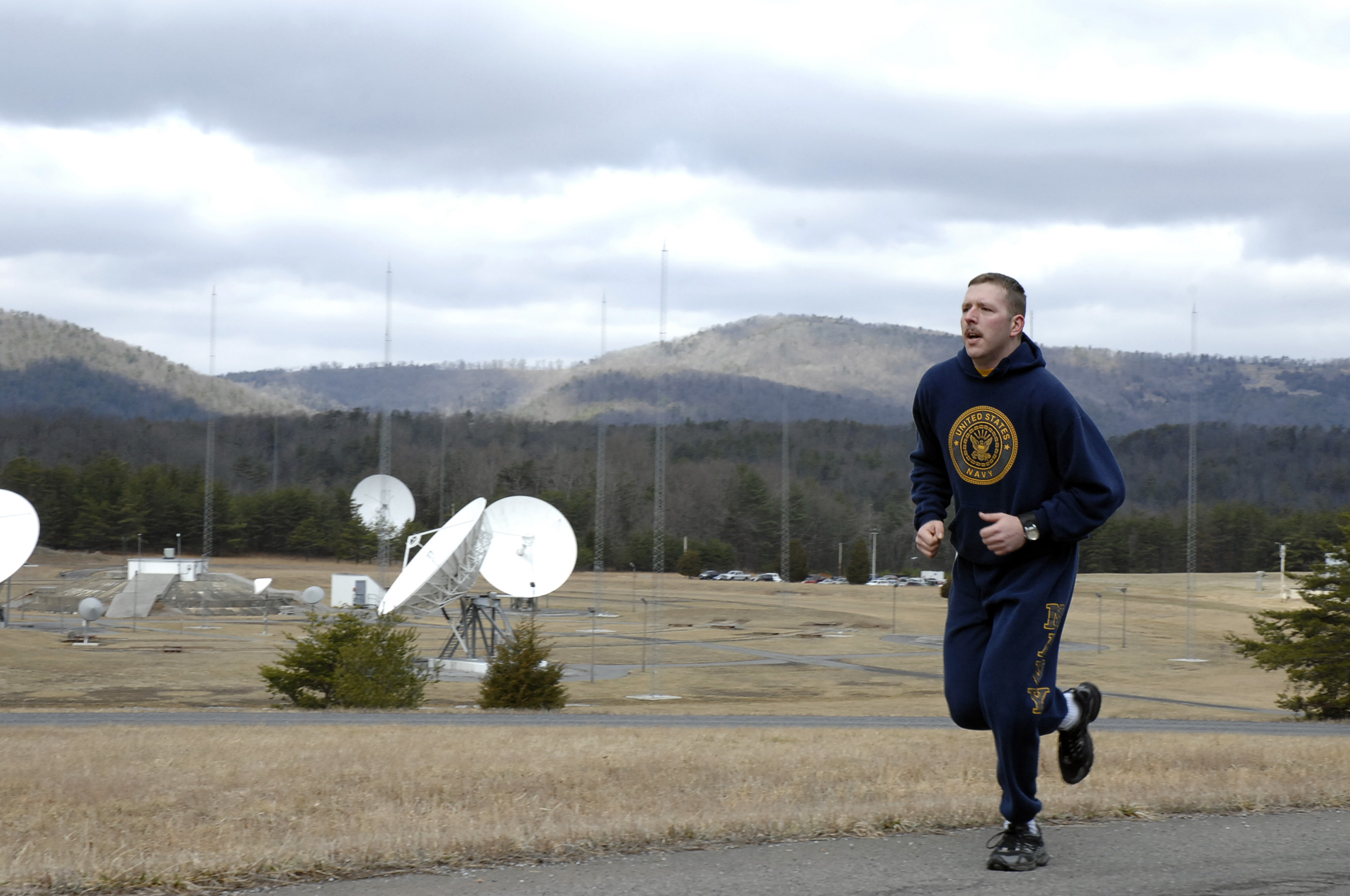
Antennes van Sugar Grove Station